# Lalage atrovirens
Lagarteiro-de-sobrancelha-preta ou lagarteirinho-papua (Lalage atrovirens) é uma espécie de ave da família Campephagidae.
Pode ser encontrada nos seguintes países: Indonésia e Papua-Nova Guiné.
Os seus habitats naturais são: florestas subtropicais ou tropicais húmidas de baixa altitude e florestas de mangal tropicais ou subtropicais.